# Melody and the Tyranny
Melody and the Tyranny je EP vydané americkou hard rockovou kapelou Velvet Revolver v roce 2007 na podporu jejich alba Libertad. Melody and the Tyranny obsahuje dvě písně z alba Libertad a cover verzi písně „Psycho Killer“ od Talking Heads. Na EP jsou dále obsaženy dokument o nahrávání alba Libertad a koncertní video s písní „Do It for the Kids“ z alba Contraband.
EP bylo vydáno jen v Evropě a v Austrálii a to v limitovaném počtu 5000 kopií.

## Seznam skladeb
1. "She Builds Quick Machines"
2. "Just Sixteen"
3. "Psycho Killer"
4. "Making Of Libertad – 5 Minute Piece (Video)"
5. "Do It For The Kids – Live Performance Video (video)"

## Obsazení
- Scott Weiland – zpěv
- Slash – kytara
- Dave Kushner – kytara
- Duff McKagan – baskytara, doprovodný zpěv
- Matt Sorum – bicí, perkuse, doprovodný zpěv